# José Martínez de Salazar
José Martínez de Salazar (Nájera ?, ca. 1620 - Madrid, 1681) era un militar espanyol que va actuar com a maestre de camp al comandament d'un terç en la guerra de Restauració portuguesa de 1640 a 1660 i també en l'any 1644 en la guerra francoespanyola a causa de la revolta catalana al comtat de Barcelona i a la conseqüent invasió del regne de França, totes dues en el context de la Guerra dels Trenta Anys, el que li va valer el nomenament com a cavaller de l'Ordre de Sant Jaume i posteriorment l'ascens a la franja de general el 1662.
Poc després va ser nomenat governador i capità general del Riu de la Plata i va ocupar el càrrec des de 1663 fins al 1674, i simultàniament va ser el primer president pretorial de la Reial Audiència de Buenos Aires fins al 1672, data en què seria suprimit, per continuar només com a governador per dos anys més. Per la seva gestió en la restauració del fort de Buenos Aires i la Catedral, i la construcció d'un forn de maons i teules i d'un parell de forns de pa perquè aquestes reparacions fossin autosostenibles econòmicament, se'l considera actualment com el primer industrial porteny.

## Biografia

### Joventut
José Martínez de Salazar hauria nascut cap el 1620, i encara que si bé els seus orígens familiars i el seu lloc de naixement també segueixen sent desconeguts de moment, molt probablement hagi nascut a la localitat de Nájera, a Castella la Vella, la qual formava part de la Corona d'Espanya.

### Carrera militar a Europa
Martínez de Salazar va iniciar la carrera militar a la península Ibèrica, on va assolir el màxim grau com maestre de camp de l'Exèrcit Reial.

### Actuació a la guerra de Restauració portuguesa

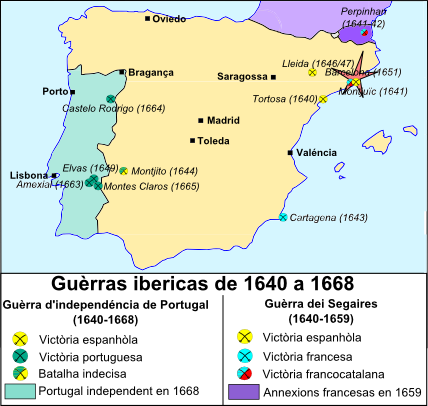
Les batalles de la guerra de Restauració portuguesa (1640-1668) i de la guerra dels segadors i la conseqüent invasió francesa (1640-1652), i el traçat fronterer segons el tractat de Lisboa del 13 de febrer de 1668 i el tractat dels Pirineus del 7 de novembre de 1659

Va participar en la guerra de Restauració portuguesa des de 1640 fins al 1660, a més de governar Puebla de Sanabria i el castell de San Luis Gonzaga.

#### La sublevació catalana i l'ocupació francesa
El 7 de juny de 1640 va començar la revolta de Catalunya, a causa d'una explosió de violència a la ciutat de Barcelona per l'assassinat del virrei-comte de Santa Coloma, protagonitzada per pagesos que es van revoltar a causa dels abusos comesos per l'exèrcit reial espanyol i pels mercenaris de diverses procedències establerts en el llavors Principat de Catalunya (a causa de la guerra francoespanyola i en el context de la Guerra dels Trenta Anys (1618-1648)). Tot això va provocar la proclamació de la República catalana el 16 de gener de 1641, després que la Junta de Braços acceptés la proposició de Pau Claris, president de la Diputació del General del Principat de Catalunya, per assegurar-se la protecció del Regne de França.
Això va provocar que el 23 de gener el rei Felip IV d'Espanya, dirigit pel marqués de los Vélez, obtingués una victòria a la batalla de Martorell, i en estar amenaçat el comtat de Barcelona va portar com a conseqüència que Pau Clarís presentés una nova proposició per acceptar al rei Lluís XIII de França com el seu nou sobirà, amb els títols de comte de Barcelona, i també els de Rosselló i Cerdanya, i d'aquesta manera van acordar establir una Junta de Guerra presidida pel conseller en cap Joan Pere Fontanella.
El 26 de gener del mateix any, un exèrcit franc-català va vèncer a la batalla de Montjuïc, defensant així al comtat de Barcelona amb èxit, de manera que l'exèrcit de Felip IV es va retirar i no tornaria fins a deu anys més tard.

#### La defensa de Lleida i el nomenament com a cavaller
El sobirà francès Lluís XIII va nomenar llavors un virrei francès al comtat i va omplir l'administració barcelonina de coneguts profrancesos, però el cost de l'exèrcit francès per a Catalunya era cada vegada més gran, mostrant-se ja com un exèrcit d'ocupació. A això es va sumar que els mercaders francesos van començar a competir amb els locals, afavorits aquells pel govern francès, el que va convertir al comtat en un nou mercat per a França.
Tot això, juntament amb la situació de guerra, la conseqüent inflació, plagues i malalties va portar a un descontentament que aniria creixent en la població, conscient que la seva situació havia empitjorat. En 1643, l'exèrcit francès va conquerir el Rosselló, la localitat aragonesa de Montsó i la localitat catalana de Lleida, però en 1644 el rei Felip IV d'Espanya va recuperar aquests dos últims, a on el mestre de camp José Martínez de Salazar també va actuar brillantment en la defensa del pont de Lleida, i per això seria nomenat cavaller de l'Ordre de Sant Jaume.
Amb el Tractat de Westfàlia de 1648 i la retirada de la guerra dels aliats neerlandesos que s'havien separat de les Països Baixos Espanyols el 1581, França va començar a perdre interès per Catalunya, sumat al descontentament de la població de la mateixa per l'ocupació francesa. Felip IV d'Espanya va considerar que eral moment d'atacar, i el 1651 un exèrcit dirigit per Juan José de Áustria va començar el setge a Barcelona, on l'exèrcit franco-català es va rendir el 1652 i es va reconèixer a Felip IV com el seu sobirà i a Juan José d'Àustria com el virrei de Catalunya. Si bé França va conservar el control del Rosselló, el principal territori transpirinenc de Catalunya, tots dos regnes van convenir amb la signatura del Tractat dels Pirineus el 1659, en el qual França va prendre possessió definitiva d'aquest territori.

### Nomenament a Governador del Riu de la Plata i viatge a Amèrica del Sud
Un cop ascendit a general d'artilleria el 1662, i per títol expedit a Madrid el 23 de novembre del mateix any, va ser nomenat en el càrrec de governador del Riu de la Plata i president de la nova Reial Audiència pretorial que havia estat creada per reial cèdula del 6 de juny de 1661, i rebria un salari de 4.000 pesos forts anuals.
Per aquest nomenament, i d'acord amb les normes d'aquella època, va sol·licitar llicència per passar a les Índies per a ell mateix, la seva esposa Antònia Maria de Boan (de trenta anys), i els seus setze criats. Tot i que va ser aprovat el 16 de desembre de 1662, a deu dels seus criats es va denegar per manca de netedat de sang. Finalment va viatjar a Sud-amèrica per acabat assumir el seu lloc de governador el 28 de juliol de 1663, havent arribat el dia anterior, i poc temps després va procedir a instal·lar l'Audiència.

### Instal·lació de la Reial Audiència de Buenos Aires

Els territoris meridionals del Virregnat de Perú amb la seva Reial Audiència de Lima (en color blau cel, que eren les dependències directes) amb els corregimients d'Alto Perú i la seva subordinada Reial Audiència de Charcas (tonalitats verdes). La jurisdicció de la seva autònoma governació del Riu de la Plata (tonalitats vermelloses) amb la seva pretorial Reial Audiència de Buenos Aires (tonalitats vermelloses i també marrons, de la governació del Tucumán, i color taronja de la governació del Paraguai) des del 1663 fins al 1672, i de la governació de Xile amb la seva subordinada Reial Audiència de Santiago (tonalitat marró-verdosa)

Un cop al comandament i instal·lada la incipient Reial Audiència de Buenos Aires el 16 d'agost del mateix any, el seu primer acte judicial com a president va ser impedir el contraban amb nacions estrangeres, que des de feia molt de temps se li acusava al port de Buenos Aires, i la seva primera gestió de govern va ser la d'organitzar la defensa de la ciutat davant els constants atacs de pirates.

### Gestions de govern a Buenos Aires les seves rodalies

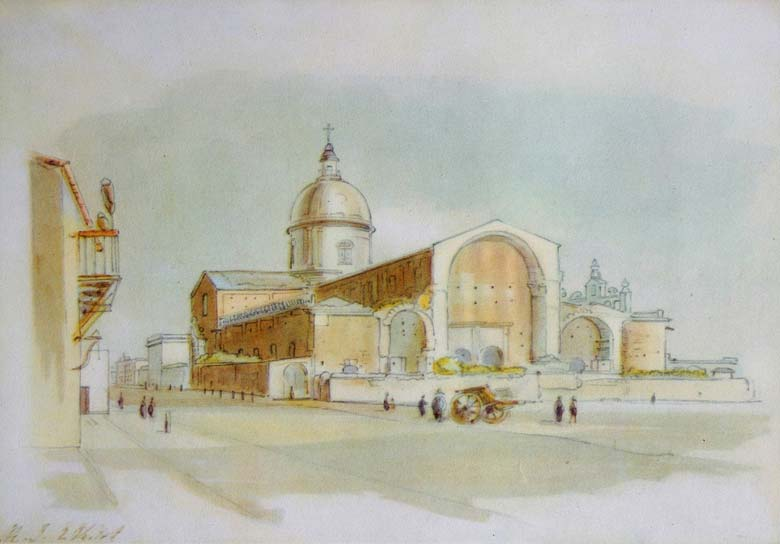
Aquarel·la de la Catedral de Buenos Aires, 1817.

També va realitzar el segon cens de la ciutat de Buenos Aires el 1664, i va lluitar contra els mals costums xarrues de vendre als seus fills. Va reconstruir el fort de Buenos Aires en la seva totalitat amb els aborígens de les missions jesuítiques que van ser oferts pels pares de la Companyia de Jesús, encara que inicialment no ho aconsellava pel seu alt cost segons l'informe del 20 de juny de 1664. Al no estar d'acord amb l'augment de cent quinze soldats que va incorporar a la guarnició existent, va tractar per tots els mitjans de militaritzar la població, per tal de tenir-los sempre a punt per a qualsevol ocasió. Dins el fort porteny va instal·lar dos forns de pa que deixaven com beneficis, per solucionar els costos de la mateixa, uns cinquanta o seixanta pesos forts mensuals.
Per a l'obra de l'hospital va demanar al sobirà espanyol el 25 de juny del mateix any perquè l'aprovés en forma permanent i definitiva, adjudicant-li rendes per poder mantenir-se, però el Rei va desaprovar aquesta fundació el 1667 i Martínez de Salazar va demanar que fos el Cabildo porteny que refés la comanda per la necessitat urgent de l'arribada de cent quinze soldats més per al fort, i que l'hospital i els metges eren molt necessaris, ja que l'oidor Pedro de Rojas y Luna havia mort per manca de mitjans i assistència.
Va mantenir a Pedro Morales y Mercado com el seu tinent general i alhora, passaria de ser tinent de governador del predecessor Alonso Mercado y Villacorta a ser el primer corregidor de Buenos Aires. A més, va aplicar una sèrie de normes en dotze articles en què resolia importants qüestions de l'administració local; entre elles estaven en primer lloc les edilícies, de manera que va reedificar cases des dels seus fonaments, ja que estaven ruïnoses, gràcies al nou forn de maons i teules instal·lat en el fort de Buenos Aires, i per la qual cosa, seria considerat el governador Martínez de Salazar des de llavors fins a l'actualitat, com el primer industrial porteny.
També va incentivar per fer cabildo els dies assenyalats, portar un llibre de penes, a més del dels acords. Va exigir als alcaldes acompanyar el tinent general en les rondes amb quatre soldats. A més, va fixar el preu del pa, per la qual cosa va prohibir als veïns l'exportació de qualsevol cereal sense el seu permís. El 12 de maig de 1665 va ordenar al Cabildo que dictés l'aranzel general dels queviures. Per evitar fraus en les rendes i altres qüestions, va ordenar que només hi hauria una entrada i sortida de la ciutat.
Va sol·licitar l'obertura del port de Buenos Aires al comerç directe amb Espanya, demostrant que el contraban es devia a la clausura del seu port per pressions dels comerciants de Lima. El fidel compliment de les ordenances reials pel que fa al comerç, va delmar la principal font de riquesa regional i va provocar un estancament comercial i per tant, un empobriment general.
Va prohibir la venda de vins als aborígens sota penes severes i va promoure la concurrència a missa dels mateixos a la incipient església de Sant Joan Baptista a càrrec de l'alcalde de segon vot i també a la població negra en els dies festius, a més d'incentivar els primers perquè fossin als convents de Sant Domènec i de la Companyia de Jesús per rebre la doctrina catòlica.
També va intentar construir el «fort del Riu Luján» (a deu llegües de la present Luján) i en l'actual partit de Pilar prop de l'estància de Juan de Rocha en el Camí Reial (amb uns cinc-cents aborígens de les riberes dels rius Paraná i Uruguai, tots de les missions jesuítiques), per contenir l'avanç dels indis pampes, i pel qual passava a registrar carretes i tot carregament que per allí passés.
Va procedir a controlar les vaqueries (ja que qualsevol persona gaudia dels drets a la matança), i va ordenar al Cabildo porteny que reglamentés la seva llicència i determinés el nombre de persones i de cuirs per persona. Per complir el seu objectiu va necessitar uns tres-cents homes per construir un fossat i una muralla de quinze metres d'alçada, amb ponts llevadissos i altres defenses.
Amb l'assumpció del nou rei Carles II d'Espanya el 1665, la guerra de Restauració portuguesa arribaria a la seva fi amb el tractat de Lisboa de 1668, pel qual la Corona espanyola reconeixia oficialment la independència del regne de Portugal, el que va omplir de goig als portuguesos europeus però no tant als de Brasil (que tenien interessos comercials amb el port de Buenos Aires), i així mateix va passar; el bloqueig es va fer rigorós. Per aquest esdeveniment, el governador Martínez de Salazar va informar a la Cort que:
«[…] els ànims estaven irritats d'haver-los prohibit la comunicació d'aquest port amb tant rigor després de les paus […] Quant faria res per a la conservació d'aquesta terra es tolerés algun permís, encara que es limités a dues patatxes cada any [...] »
També van començar els primers malons indígenes a les estàncies veïnes (com ho demostren les quantioses denúncies per robatori de bestiar el 1672, acusant el cacic Cacapol Juan «el Bravo» (1650-1740) que era pare del seu futur successor Cangapol Nicolás «el Bravo» (i per la qual cosa el Cabildo porteny va resoldre declarar-li la guerra). D'aquesta manera, Martínez de Salazar va inaugurar el «fort del Riu Luján» el 1671.
En el mateix any va col·laborar en l'obra de reconstrucció de la Catedral de Buenos Aires amb un cost de 27.000 pesos forts, assolits de mitjans econòmics de la pròpia Corona espanyola, que va permetre una cisa de dos pesos per arrova de vi, que amb els guanys, sumats als cinc mil pesos forts donats per la mateixa Corona i l'altra part del propi peculi de Martínez de Salazar, s'assoliria cobrir.

### El final del seu mandat i judici de residència
Martínez de Salazar va ser una de les figures més respectables que van desfilar per la ciutat de Buenos Aires. Va saber ordenar i organitzar la milícia, reconstruir el fort de Buenos Aires, la catedral, l'hospital, a més d'haver realitzat durant una dècada un govern amb encert, honradesa, organitzat i pacífic. Va ser fundador de la confraria del Sant Crist a Buenos Aires i el seu primer majordom va ser el relator Pedro de Vera y Aragón. Va ocupar el lloc de president de la Reial Audiència fins al 26 d'octubre de 1672, però va continuar governant fins al 24 de març de 1674.
Però durant el judici de residència, una de les contravencions trobades contra l'expresident Martínez de Salazar va ser el nepotisme, per nomenar com a advocat de la Reial Audiència de Buenos Aires al seu nebot, el llicenciat Diego Martínez de Londoño, i entre altres causes, com la de permetre el contraban al port de Buenos Aires amb navilis de nacions estrangeres. Finalment es va concloure la sentència amb l'embargament de tots el seu béns.

### La seva mort
El maestre de camp general José Martínez de Salazar va escriure a la ciutat de Buenos Aires una carta amb data de 2 d'abril de 1674 al seu successor Andrés Robles en la governació del Riu de la Plata. Va morir a Madrid el 1681, tractant de netejar el seu bon nom.
La seva esposa va suplicar diverses vegades al Consell d'Índies perquè li declarés bon ministre, després d'haver enviudat.

## Matrimoni
El llavors tinent de maestre de camp José Martínez de Salazar s'havia unit en matrimoni a la capella de Sant Joan de la Catedral d'Ourense el 8 d'octubre de 1649 amb Antonia Maria de Boán i Landecho, que segons consta en la seva llicència a Índies «era de pell blanca, cabell negre i de bon cos».
Fruit de l'enllaç entre José Martínez de Salazar i de la seva esposa Antonia de Boán no hi va haver descendència, i ni tampoc hi ha constància, de moment, de fills naturals. Ella va fer testament sent vídua el 5 de juliol de 1703 davant Mateo de Ibarzábal en el convent de Sant Gaietà de Madrid, en el qual va deixar com a únic hereu al seu nebot Pedro Jacinto de Boán y Lande, veí d'Ourense.